# Кубанец (сельское поселение)
Сельское поселение Кубанец — муниципальное образование в Тимашёвском районе Краснодарского края России.
В рамках административно-территориального устройства Краснодарского края ему соответствует сельский округ Кубанец.
Административный центр и единственный населённый пункт — хутор Беднягина.

## Население
| 2010  | 2012  | 2013  | 2014  | 2015  | 2016  | 2017  |
| ----- | ----- | ----- | ----- | ----- | ----- | ----- |
| 2417  | ↗2470 | ↗2592 | ↗2621 | ↗2688 | ↗2738 | ↘2728 |
| 2018  | 2019  | 2020  | 2021  | 2023  |       |       |
| ↘2692 | ↘2655 | ↘2627 | ↗2740 | ↗2750 |       |       |